# Nilo’s Märli
Nilo’s Märli ist eine beliebte schweizweit bekannte Hörspielreihe in Schweizer Dialektsprache, die sich Alltagsthemen von Kindern widmet. Im Mittelpunkt steht meist der kleine Ritter Schlötterli, der neue Abenteuer bestehen muss. Unter den Sprechern tauchen von Folge zu Folge bekannte Schweizer Persönlichkeiten aus Fernsehen, Kino und Musik auf, die Gastrollen übernehmen.

## Geschichte der Produktion
Während des Studiums der Sozialen Arbeit in Zürich (ZHAW) beschäftigte sich der Autor Danilo Neve intensiv mit der wissenschaftlichen Forschung über Märchen und deren Funktionen für die psychosoziale Entwicklung des Kindes. Dabei verglich Neve in seiner Bachelorarbeit „Das Märchen im Hort“ verschiedene Erzählformen – das persönliche Erzählen und das Hören ab Tonträger – und untersuchte, auf welche Art und Weise das Kind von den unterschiedlichen Erzählformen profitieren kann. Die daraus gewonnenen Erkenntnisse setzte der Autor mit seinem Produktionsteam in der ersten Hörspielfolge „De Ritter Schlötterli im Häxewald“ um.

## Hörspielfolgen und Handlung

### Folge 1 – De Ritter Schlötterli im Häxewald
Hörspiel-CD Release 11. April 2014

#### Plot
Als der Erzähler Nilo die Märchenstunde eröffnen will und eine Geschichte zu erzählen beginnt, wird er von den Hilfeschreien des Königs unterbrochen. Sein königlicher Hamster Goldöhrli ist unauffindbar. Der König malt sich aus, dass sein Hamster in den Hexenwald gelaufen ist und dort schrecklichen Gefahren ausgesetzt ist. Daraufhin erhält der ängstliche Ritter Schlötterli die Aufgabe, den Hamster zu finden. Weil der Ritter Schlötterli dieser Aufgabe anfangs nicht gewachsen scheint, bekommt er Hilfe vom Erzähler Nilo, der ihn begleitet. Der davongelaufene Hamster wird im nahen Wald von einem Räuber und einer Hexe gefangen. Doch der Ritter hat einen genialen Einfall, und es gelingt ihm, die Gegner ausser Gefecht zu setzen. Gestärkt durch sein erfolgreiches Handeln, wächst der Ritter zu einem mutigen heran.

#### Charaktere
- Ritter Schlötterli (gesprochen von Robin Muggler)
- König (gesprochen von Lukas Egger)
- Hamschter Goldöhrli (gesprochen von Florence Schlumberger)
- Grüselhäx (gesprochen von Florence Schlumberger)
- Räuber Holdrio (gesprochen von Danilo Neve)
- Hund Bello (gebellt von Hund Shirco)
- Nilo (gesprochen von Danilo Neve)

#### Technisches
- Skript: Danilo Neve
- Musik: Danilo Neve
- Regie: Patrick Eggler, Danilo Neve, Lukas Egger
- Recording: Patrick Eggler
- Illustrationen: Nicolo Giunta
- Produzent: Danilo Neve
- Label & Vertrieb: Europa, Sony Music Entertainment

### Folge 2 – S Pirate-Abentüür uf em Zürisee
Hörspiel-CD Release 29. August 2014 und 27. April 2018 (2. Auflage)

#### Plot
Auf dem Zürichsee begegnet Ritter Schlötterli dem fiesen Piraten Seebart und seinem Seemonster Krakakli. Gegen die beiden kämpft der Ritter gemeinsam mit seinen Freunden, damit die entführten Axolotl wieder zurück in ihre Heimat nach Mexiko können. Ritter Schlötterli und die kleinen Zuhörer lernen dabei Wichtiges über die Sicherheit im und auf dem Wasser.

#### Charaktere
- Ritter Schlötterli (gesprochen von Robin Muggler)
- Fischer Fritz Fischli aka De Fisch (gesprochen von Roman Haselbacher)
- König (gesprochen von Lukas Egger)
- Forscherin Xenia (gesprochen von Florence Schlumberger)
- Pirat Seebart (gesprochen von Danilo Neve)
- Monschter Krakakli (gesprochen von Roman Haselbacher)
- Papagei Plapperi (gesprochen von Florence Schlumberger)
- Axolotl mit em Poncho (gesprochen von Patrick Eggler)
- Weitere Axolotl (gesprochen von Danilo Neve)
- Nilo (gesprochen von Danilo Neve)

#### Technisches
- Skript: Danilo Neve
- Regie: Patrick Eggler, Danilo Neve
- Recording: Patrick Eggler
- Mastering: Dan Suter
- Illustrationen: Nicolo Giunta
- Produzent: Danilo Neve
- Label & Vertrieb: Europa, Sony Music Entertainment

### Folge 3 – S Gheimnis vom Zwerg Schludimumpf
Hörspiel-CD Release 6. März 2015

#### Plot
Lisa (Muriel Rhyner, Sängerin der Delilahs) ist verschwunden! Nilo und Rico (William White) erhalten vom König den Auftrag, das Mädchen wieder heimzubringen. Dank einer Zaubergitarre gelingt es ihnen, den Aufenthaltsort von Lisa ausfindig zu machen. Sie sucht in den Bergen nach einem besonders schönen Kristall. Auf ihrer Suche gerät sie in die Bergkristallhöhle, die vom fiesen Zwerg Schludimumpf bewohnt wird. Als er auf Lisa trifft, entscheidet der einsame Zwerg, sie als Spielkameradin gefangen zu halten. Nilo, Rico und Niculin, ein snowboardender Steinbock, bewegen Zwerg Schludimumpf zur Freilassung von Lisa und der Versöhnung mit seinem Zwergenvolk.

#### Charaktere
- Rico (gesprochen von William White, Musiker)
- Lisa (gesprochen von Muriel Rhyner, Sängerin der Delilahs)
- Zwerg Schludimumpf (gesprochen von Roman Haselbacher)
- Steinbock Niculin (gesprochen von Timo Glimmann)
- Zwergekönigin (gesprochen von Carole Bruttin)
- Samichlaus (gesprochen von Roman Haselbacher)
- Nilo (gesprochen von Danilo Neve)

#### Technisches
- Skript: Danilo Neve
- Musik: Danilo Neve
- Regie: Patrick Eggler, Danilo Neve
- Recording: Patrick Eggler
- Mastering: Dan Suter
- Illustrationen: Nicolo Giunta
- Produzent: Danilo Neve
- Label & Vertrieb: Europa, Sony Music Entertainment

### Folge 4 – S Märli vom Mond und em Ritter
Hörspiel-CD Release 6. November 2015

#### Plot
Der König ist ganz aus dem Häuschen, denn auf Schloss Trullala kündigt sich Nachwuchs an. Der kleine Ritter Schlötterli bekommt ein Brüderchen. Mit Sorge beobachtet der lustige Mond (gesprochen von Nils Althaus) mit seinem Fernrohr das Geschehen unten auf dem Schloss: Ritter Schlötterlis brüderliche Vorfreude könnte sich bald in Eifersucht und Wut verwandeln! Um dem rechtzeitig vorzubeugen, sollen Astronautin Emilie (Sharon Zucker) und Märchenonkel Nilo (Autor Nilo's Märli) im Auftrag des Mondes nach dem Rechten sehen. Der kleine Ritter soll auf seine neue Rolle als älterer Bruder vorbereitet werden. Wenn da nur nicht eine fiese Hexe wäre, die es auf das Baby abgesehen hat.

#### Charaktere
- Mond (gesprochen von Nils Althaus)
- Astronautin Emilie (gesprochen von Sharon Zucker)
- König (gesprochen von Lukas Egger)
- Hexe (gesprochen von Florence Schlumberger)
- Ritter Schlötterli (gesprochen von Robin Muggler)
- Spiegel Hubertus (gesprochen von Danilo Neve)
- Nilo (gesprochen von Danilo Neve)

#### Technisches
- Skript: Danilo Neve
- Musik: Danilo Neve
- Regie: Patrick Eggler, Danilo Neve
- Recording & Mixing: Patrick Eggler
- Mastering: Dan Suter
- Illustrationen: Nicolo Giunta
- Produzent: Danilo Neve
- Label: Neve Media
- Vertrieb: Sony Music Entertainment

### Folge 5 – S Abentüür im Drachewald
Hörspiel-CD Release: 25. November 2016

#### Plot
Der kleine Ritter Schlötterli steht vor einer grossen Prüfung. Ein Zauberer treibt im Drachenwald sein Unwesen. Er braut einen Zaubertrank, der allen Kindern im Königreich Bauchweh bescheren soll. Zu allem Unglück wird auch der liebe König entführt. Ritter Schlötterli muss mit Hilfe seiner Freunde, dem gutmütigen Drachen Broccoli (gesprochen von Sina, Schweizer Mundart Pop-Sängerin), der schlauen Fee Waldarella und Märchenonkel Nilo, nicht nur seinen König wiederfinden, sondern auch dem Zauberer das Handwerk legen. Dabei lernen sie alle etwas über einen gesunden feinen zNüni.

#### Charaktere
- Drache Broccoli (gesprochen von Sina)
- Zauberer Grobulus (gesprochen von Danilo Neve)
- Krähe Kraaa (gesprochen von Danilo Neve)
- König (gesprochen von Lukas Egger)
- Fee Waldarella (gesprochen von Andrea Leutert)
- Ritter Schlötterli (gesprochen von Robin Muggler)
- Nilo (gesprochen von Danilo Neve)

#### Technisches
- Skript: Danilo Neve
- Musik: Danilo Neve
- Regie: Patrick Eggler, Danilo Neve
- Recording und Mixing: Patrick Eggler
- Mastering: Dan Suter
- Illustrationen: Nicolo Giunta
- Produzent: Danilo Neve
- Label: Neve Media
- Vertrieb: Sony Music Entertainment

### Folge 6 – Juhu, es schneit!
CD Release: 20. Oktober 2017

#### Inhalt
Die Folge 6 ist ein Weihnachtsspecial und ist als Hörbuch mit 17 Tracks aufgebaut. Darin erzählt Nilo's Märli-Autor Danilo Neve Kurzgeschichten rund um Winter, Weihnachten und Waldbewohner. Drollige Protagonisten wie der Hase Röbi, Bär Artur oder das Boxerhündchen Bruno garantieren für gute Laune, jede Menge Spass – und die eine oder andere lehrreiche Episode.
Da soll noch einer den Durchblick haben! Hase Röbi verliert im Dunkel der Nacht seine Brille und bittet seinen neuen Freund, einen kleinen Stern, um Hilfe. Gemeinsam suchen sie im verschneiten Unterholz nach Röbis Sehhilfe – und wecken dabei sämtliche „Anwohner“ auf. Während sich die Suche zu einem fröhlichen Waldfest entwickelt, beobachten ein Mädchen und sein Vater die heitere Szenerie. Als sie zufällig über Röbis Brille stolpern, schliessen sie sich kurzerhand dem nächtlichen Weihnachtsschmaus an.
Mit erhobener Schnauze stolziert der junge Boxerhund Bruno durch die weihnächtlich hergerichtete Stube. Da er ja ein gefährlicher Hund sei, müsse die Welt vor ihm zittern. Sein Mitbewohner, der Frosch Jakob, ist jedoch anderer Meinung und bleibt vom Gehabe des Jungspunds herzlich wenig beeindruckt. Seiner Wut darüber macht Bruno Luft im Freien – in Gesellschaft eines Gartenzwergs. Unter anderem…
Bis an Heiligabend ausharren? Unmöglich! Also macht sich Leo auf, seinen Quadrocopter (ein ferngesteuertes Flugspielzeug) gleich heute persönlich beim Samichlaus abzuholen. Dummerweise verirrt er sich im Wald, und statt den Nikolaus trifft er einen geheimnisvollen Zwerg. Dieser kennt erstens das Kartenspiel UNO, und zweitens einen Ausweg aus dem Dickicht. Als Leo zum Schluss in einem echten Polizeihelikopter fliegen darf, nimmt das Drama auch für die besorgten Eltern ein Happy End. Und Leo lernt, dass sich Geduld eben doch bezahlt macht.
Erschrecken will gelernt sein: Das gutmütige Monster Grummel legt seine Reifeprüfung ab. Es muss sich in ein Kinderzimmer schleichen und einen Jungen das Fürchten lehren. Als Grummel dem Buben begegnet, entdecken die beiden gemeinsame Interessen. Sie schliessen Freundschaft und erleben eine alles andere als unheimliche Zeit. Dank eines Tricks schliesst Grummel seine Prüfung trotzdem erfolgreich ab.

#### Charaktere
- Erzähler und diverse Protagonisten (gesprochen von Danilo Neve)

#### Technisches
- Skript: Danilo Neve, Sarah Kohler
- Sounds: Danilo Neve, Herbie Stirnimann & Townnet Music Productions
- Schnitt & Regie: Danilo Neve
- Recording und Mixing: Danilo Neve & Herbie Stirnimann
- Mastering: Herbie Stirnimann
- Illustrationen: Nicolo Giunta
- Produzent: Danilo Neve
- Label: Neve Media
- Vertrieb: Sony Music Entertainment

### Folge 7 – De Samichlaus isch Verschwunde!
Hörspiel-CD Release: 30. November 2020

#### Inhalt
Der kleine Ritter Schlötterli begibt sich auf eine wichtige Mission. Der Samichlaus ist verschwunden. Der Hirsch weiss: dieser wurde von ungehobelten Gesellen entführt! Schlötterli steht nun vor einer grossen Mutprobe. Begleitet von seinen neuen tierischen Freunden befreit er den Samichlaus aus den Fängen der Waldräuber. Dabei bedient sich Schlötterli eines lustigen Zaubertricks. Freut euch auf ein kurzweiliges Abenteuer im Samichlauswäldli.
Ebenso enthält die CD auch eine kleine Bonusgeschichte mit Zwerg Schludimumpf, dem Fuchs und dem Samichlaus. Abgerundet wird die ganze abenteuerliche Aufregung mit verträumter Einschlafmusik.

#### Charaktere
- Erzähler und diverse Protagonisten (gesprochen von Danilo Neve)
- Ritter Schlötterli (gesprochen von Robin Muggler)

#### Technisches
- Skript: Danilo Neve
- Musik: Danilo Neve
- Schnitt & Regie: Danilo Neve
- Recording und Mixing: Danilo Neve
- Illustrationen, CD-Artwork: Nicolo Giunta
- Produzent: Danilo Neve
- Label: Neve Media
- Vertrieb: recordJet, Buchzentrum

### Folge 8 – D Insle vo de Dinos
Hörspiel-CD Release: 1. Mai 2021

#### Inhalt
Der kleine Ritter Schlötterli entdeckt eine alte Piraten-Schatzkarte, welche ihn auf eine exotische Insel führt. Diese wird von gutmütigen Dinosauriern und kurligen Pilzwesen bewohnt. Leider werden die Inselbewohner von einem gefährlichen T-Rex belästigt. Ritter Schlötterli beschliesst den Plagegeist zu fangen und ihm gutes Benehmen beizubringen. Zu den Sprecher-/innen zählen bekannte Künstler-/innen, wie die Sängerin Stefanie Heinzmann oder der Schauspieler Hanspeter Müller-Drossaart (bekannt aus Filmproduktionen, wie beispielsweise Nachtzug nach Lissabon oder dem Swissair-Grounding-Film).

#### Charaktere
- Nilo (gesprochen von Danilo Neve)
- Ritter Schlötterli (gesprochen von Robin Muggler)
- Piksdi (gesprochen von Stefanie Heinzmann)
- S Orakel (gesprochen von Hanspeter Müller-Drossaart)
- Guruk (gesprochen von Danilo Neve)
- Bea (gesprochen von Florence Schlumberger)
- Ptera (gesprochen von Florence Schlumberger)
- T-Rex (gesprochen von Patrick Eggler)

#### Technisches
- Skript: Danilo Neve
- Musik: Danilo Neve
- Regie: Patrick Eggler, Danilo Neve
- Recording & Mixing: Patrick Eggler
- Mastering: Dan Suter
- Illustrationen, CD-Artwork: Nicolo Giunta
- Produzent: Danilo Neve
- Label: Neve Media
- Vertrieb: recordJet, Buchzentrum

### Folge 9 – Vom chline Mammut
Hörspiel-CD Release: 23. Mai 2022

#### Inhalt
In einer Badewanne begibt sich Ritter Schlötterli auf Zeitreise. Er landet in der Steinzeit, wo er auf ein junges Mammut trifft. Dieses hat seine Herde verloren und ist alleine schutzlos den Gefahren der Wildnis ausgesetzt. Ritter Schlötterli beschliesst, das Mammut schnellstmöglich zu seinen Eltern zurückzuführen. Auf der Suche nach den Mammuts lernt er Ella Blitz kennen. Ella ist ein starkes Steinzeit-Mädchen, welches auf einem kuscheligen Höhlenbären namens Hugo reitet. Ella und Hugo beschützen das Reisegrüppchen vor Karl Säbelzahn, einem wilden Säbelzahntiger. Am Flussufer, lernt Schlötterli zwei lustige Neandertaler namens Ricki und Rocki kennen. Das Duo – beide gesprochen von der Schauspielerin Stéphanie Berger – bietet amüsante Unterhaltung. Zum Schluss erwartet die Protagonisten ein Happy End mit einem abenteuerlichen Nachspiel.

#### Charaktere
- Nilo (gesprochen von Danilo Neve)
- Ritter Schlötterli (gesprochen von Robin Muggler)
- Ella Blitz (gesprochen von Laura Lienhard)
- Karl Säbelzah (gesprochen von Silvan Kappeler)
- Hugo Höhlebär (gesprochen von Danilo Neve)
- Ricki (gesprochen von Stéphanie Berger)
- Rocki (gesprochen von Stéphanie Berger)
- Navigationsgerät (gesprochen von Noemi Keller)

#### Technisches
- Skript: Danilo Neve
- Musik: Danilo Neve
- Regie: Patrick Eggler, Danilo Neve
- Recording & Mixing: Patrick Eggler
- Illustrationen, CD-Artwork: Nicolo Giunta
- Produzent: Danilo Neve
- Label: Neve Media
- Vertrieb: recordJet, Buchzentrum, Neve Media

### Folge 10 – D Suechi nach em Schatz i de Tüüfsee
Hörspiel-CD Release: 12. August 2024

#### Inhalt
Hoch die Sirupbecher – auf 10 Jahre Nilo’s Märli! In der neuen Jubiläumsfolge begeben sich Ritter Schlötterli und seine Freunde auf eine spannende Reise in die Tiefen des Meeres. Dabei erfahren sie wichtige Fakten über die Meeresverschmutzung und deren verheerende Auswirkungen auf die Unterwasserwelt. Diese lehrreiche Episode wird von der bekannten TV-Ikone Birgit Steinegger als Sprecherin begleitet. "D Suechi nach em Schatz i de Tüüfsee" macht auf die negativen Folgen für die Meeresbewohner aufmerksam und zeigt, wie jeder Einzelne im Kleinen etwas bewirken kann, um diese Notlage zu verbessern.

#### Charaktere
- Nilo (gesprochen von Danilo Neve)
- Ritter Schlötterli (gesprochen von Robin Muggler)
- Meerjungfrau Adriana (gesprochen von Noemi Keller)
- Einhorn Laila (gesprochen von Ines Walti)
- Meerkönigin Meerima (gesprochen von Anne-Sophie Angst)
- Frau Profässer Sibegschied (gesprochen von Birgit Steinegger)
- Schatzräuberin Trixi Sterneraub (gesprochen von Ines Walti)
- Krebs Yogi (gesprochen von Birgit Steinegger)

#### Technisches
- Skript: Danilo Neve
- Musik: Danilo Neve
- Regie: Patrick Eggler, Danilo Neve
- Recording & Editing: Patrick Eggler
- Studios: Küre Hilfiker (Musik nach Mass, Bern), Salomon Baumgartner (Studio 6, Zürich), Herbie Stirnimann (Townnet, Zürich)
- Illustrationen, CD-Artwork: Nicolo Giunta
- Produzent: Danilo Neve
- Label: Neve Media
- Vertrieb: recordJet, Buchzentrum, Neve Media

## Hörbücher

### Sonderausgabe Nr. 1 – Abenteuerliche Schweizer Märli
Hörbuch-/Musik-CD Release: 12. Oktober 2016

#### Inhalt
Die von Nilo erzählten Geschichten entführen in eine alte Märchenwelt: Drachen ziehen übers Land und junge Hirten begeben sich auf eine abenteuerliche Reise auf die Suche nach ihrem Glück.
- Spieled ihr au gern Fuessball?
- De Soihirt (6:21)
- S Fröschli mit em rote Halsbändeli (7:59)
- D Schlangekönigin (4:34)
- S Moosfraueli (4:31)

#### Technisches
- Skript: Danilo Neve
- Illustrationen, CD-Artwork: Nicolo Giunta
- Label: Neve Media
- Vertrieb: recordJet, Buchzentrum

### Abentürlichi Fuessball-Märli
Hörbuch-/Musik-CD Release: 1. Mai 2020

#### Inhalt
Die Ausgabe enthält spannende und lehrreiche Geschichten zum Thema Fussball. Die Protagonisten lernen nicht nur die Fussballregeln, sondern auch die Bedeutung von Fairplay und Teamwork. In den Kurzgeschichten spielen folgende Figuren mit: Haas Fridolin, Martina und der Roboterkapitän, der Mond, die zwei Schweinchen Pit und Pat, ein talentiertes Fussballäffchen, der Zwerg Armando und Andere.
- Spieled ihr au gern Fuessball?
- Vom Roboterteam
- Die goldige Fuessballschueh
- Vom Pit und em Pat
- Chli Musig
- Vom Fuessballäffli
- Namal chli Musig
- Die zwei Profi-Fuessballerinne
- Shalabamba A. M. B.
- Bisch parat?

#### Technisches
- Skript: Danilo Neve
- Musik: Danilo Neve
- Schnitt & Regie: Danilo Neve
- Recording und Mixing: Danilo Neve
- Illustrationen, CD-Artwork: Nicolo Giunta
- Produzent: Danilo Neve
- Label: Neve Media
- Vertrieb: recordJet, Buchzentrum

### Guetnacht-Gschichtli
Hörbuch-/Musik-CD Release: 31. Januar 2023

#### Inhalt
Nilo erzählt von einem frechen Bergmännli, das eine verlorene Ziege hütet, einem hilfesuchenden Wildmännli, das die Unterstützung einer Bäuerin benötigt, und einem kleinen Tram, das auf einer abenteuerlichen Spazierfahrt mitten in der Nacht zwei Räuber einfängt. 
- Intro Guetnacht-Gschichtli
- Vom chline Tram
- Vom Wildmännli und de goldige Chole
- S Bergmännli
- Die drü verwunschene Vögel
- S Zwergli Türliwirli

#### Technisches
- Skript: Danilo Neve
- Musik: Danilo Neve
- Illustrationen, CD-Artwork: Nicolo Giunta
- Label: Neve Media
- Vertrieb: recordJet, Buchzentrum

### Guetnacht-Gschichtli 2
Hörbuch-Release digital: 26. Januar 2024

#### Inhalt
Nilo erzählt mit ruhiger Stimme diverse humorvolle Kurzgeschichten aus dem Alltag, die speziell dazu konzipiert sind, Kinder sanft in den Schlaf zu wiegen und ihnen eine ruhige Nacht zu bereiten. Das Hörbuch ist nur digital erhältlich.
- Intro Guetnacht-Gschichtli 2
- S schlaue Müsli Pfiff
- De Schneemaa wo rede cha
- Vom Zaubergarte
- De Zwerg Schludimumpf erfindet e noii Mode
- De Schneemaa isch verschwunde
- Die schwere Stiefel
- En Schneemaa gaat go schlittle
- Die rot Loki

#### Technisches
- Skript: Danilo Neve
- Musik: Danilo Neve
- Illustrationen, CD-Artwork: Nicolo Giunta
- Label: Neve Media
- Vertrieb: recordJet